# Susukan Tonggoh
Susukan Tonggoh is een bestuurslaag in het regentschap Cirebon van de provincie West-Java, Indonesië. Susukan Tonggoh telt 1840 inwoners (volkstelling 2010).